# Egg (eiland)
Egg (Aleoetisch: Ugalĝa) is een onbewoond eiland binnen de Fox-eilanden, deel van de Aleoeten. Het behoort tot de Amerikaanse staat Alaska. Het eiland ligt bij het oosteinde van Sedanka en is 1.259 km² groot. Het is het meest oostelijke eiland van de Aleutians West Census Area. Het eiland herbergt een van de grootste kolonies kuifpapegaaiduikers.
De naam Eier-eiland komt van de Russische zeevaarder Gawriil Andrejewitsch Sarytschew. Hij ontdekte het kleine eiland in 1826 tijdens een cartografische expeditie in opdracht van de Russische Marine.